# アイドス
アイドス（Eidos Ltd.）は、かつて存在したイギリスのゲームソフト制作会社で、スクウェア・エニックス欧州法人 Square Enix Europe（正式にはSquare Enix Ltd.）保有スタジオを経て、現在はスウェーデンのEmbracer Group傘下。

## 概要
1990年に設立され、日本でも一部が販売されている。2003年8月1日にアイドス・インタラクティブ（Eidos Interactive）から変更された。2009年11月にスクウェア・エニックス欧州法人と統合し、SQUARE ENIX LTD.に改組された。
アイドス時代の本社は英国ウィンブルドンに所在していたが、改組後はロンドンに移されている。
2005年に同じく英国のゲーム会社、SCi Entertainment Groupの子会社となり、2009年よりスクウェア・エニックス傘下となる。グループ傘下にCrystal Dynamics等の開発スタジオを持っていた。かつてはIO Interactiveも傘下にあったが、2017年に独立し、関係はなくなっている。
2022年5月2日、スクウェア・エニックス・ホールディングスはCrystal Dynamics、Eidos montreal及びSquare EnixMontrealの全株式並びに3社が保有しているIP（知的財産権）を、スウェーデンに本拠地があるEmbracer Groupへ3億ドルで売却した。これにより、Crystal Dynamics、Eidos montreal、Square EnixMontrealはスクウェア・エニックスグループから離脱。『Deus Ex』シリーズ、『Thief』シリーズなどの版権はEmbracer Groupへ移行した。

## 日本における歩み
- 1998年 - イギリスアイドスPLCの日本法人として設立。
- 2002年 - 自社ブランドでのゲームソフト販売を開始。
- 2005年12月31日 - 日本法人の営業が終了。
- 2006年 - スパイクが本社と提携。アイドス名義のゲームソフトを日本で販売開始。
- 2009年2月12日 - スクウェア・エニックス・ホールディングスが、同社傘下の英国子会社であるSQEX LTDを通じて友好的TOBで買収すると発表。4月21日にTOB成立、翌22日よりSQEXHD傘下に。

## 主な作品
- Deus Ex（2000年）
  - Deus Ex: Invisible War（2004年）Xbox
  - デウスエクス（2011年）
  - デウスエクス マンカインド・ディバイデッド（2016年）PlayStation 4,Xbox One
- E.O.E　崩壊の前夜（2002年）PlayStation 2
- Thief (ゲーム)
- Total Overdose (2005年)
- わいわいゴルフ（2002年）ゲームキューブ
- ウェーブラリー（2002年）PlayStation 2
- クイズ$ミリオネア（2001年）PlayStation
  - クイズ$ミリオネア わくわくパーティー（2002年）PlayStation
- ケイン・ザ・バンパイア（1997年）PlayStation
  - レガシー・オブ・ケイン ソウル・リーヴァー（1999年）PlayStation
  - ソウルリーバー2（2001年）PlayStation 2
  - Blood Omen 2: Legacy of Kain（2002年）PlayStation 2、Xbox
  - Legacy of Kain: Defiance（2003年）PlayStation 2、Xbox
- ゴッドダッシュレーシング（2002年）Xbox
- コマンドス
- ゴーストヴァイブレーション（2002年）PlayStation 2
- ゴーストトラップ（2002年）ゲームボーイアドバンス
- タイムスプリッター 〜時空の侵略者〜（2003年）PlayStation 2
- サンダーストライク オペレーション フェニックス（2002年）PlayStation 2
- サンダーホーク
  - サンダーホークII
- ソルトレーク2002（2002年）PlayStation 2
- トゥームレイダー
  - トゥームレイダー 美しき逃亡者（2003年）PlayStation 2
  - シャドウ オブ ザ トゥームレイダー（2018年）PlayStation 4、Xbox One、Windows
- バックヤードレスリング（2004年）PlayStation 2
  - バックヤードレスリング2（2005年）PlayStation 2
- ハーディーガーディー（2003年）PlayStation 2
- ヒットマン (ゲーム) - 2017年のIO Interactiveの独立後は同社が権利を持つ
  - ヒットマン：サイレントアサシン（2003年）Xbox、PlayStation 2
  - ヒットマン：コントラクト（2004年）PlayStation 2、Xbox
  - ヒットマン：ブラッドマネー（2007年）
- フェイトオブドラゴン
- ヘリックス フェアエフェクト（2001年）PlayStation
- Just Cause(2006年)
  - Just Cause 2(2010年)
- レゴ スター・ウォーズ（2005年）ゲームボーイアドバンス PlayStation 2
- 大刀 (ゲーム)
- 爆脳（2005年）PSP